# CS-2A
O CS-2A ou Sakura 2A foi um satélite de comunicação geoestacionário experimental japonês construído pelas empresas Mitsubishi Electric e Ford Aerospace, ele esteve localizado na orbital de 132 graus de longitude leste e foi operado inicialmente pela National Space Development Agency (NASDA) e posteriormente pela Telecommunications Satellite Company of Japan (TSCJ).

## História
O CS-2A e 2B (Communications Satellite 2a e 2b), rebatizado Sakura 2A e 2B foram à segunda geração de satélites de comunicação japoneses. Eles foram usados para operações de comunicações públicas e para as operações de cooperação, tais como transmissões de emergência durante desastres e comunicações com ilhas japonesas distantes. Eles também foram fundamentais para o desenvolvimento de novas tecnologias de comunicação.
O CS-2A ou Sakura 2A foi lançado pela Agência de Desenvolvimento Espacial Nacional do Japão (NASDA) em um foguete N-2 Star-37E a partir do Centro Espacial de Tanegashima. Era um satélite de comunicações empresariais, colocado em uma órbita geoestacionária a 132 graus de longitude leste. Era parte da criação da rede nacional de telecomunicações por satélite, principalmente para ser usado durante os desastres naturais, emergências e para conectar as ilhas remotas com o resto do país.

## Lançamento
O satélite foi lançado com sucesso ao espaço no dia 04 de fevereiro de 1983, por meio de um veículo N-2 Star-37E, laçando a partir do Centro Espacial de Tanegashima, no Japão.

## Capacidade e cobertura
O CS-2A era equipado com 4 transponders em banda Ka (30/20 GHz) para prestar serviços via satélite ao Japão.